# Doliornis
Doliornis is een geslacht van vogels uit de familie cotinga's (Cotingidae). Het geslacht telt twee soorten.

## Soorten
- Doliornis remseni – Kastanjebuikcotinga
- Doliornis sclateri – Sclaters cotinga